# Splachnum pensylvanicum
Splachnum pensylvanicum là một loài rêu trong họ Splachnaceae. Loài này được (Brid.) Grout ex H.A. Crum mô tả khoa học đầu tiên năm 1966.